# Gqeberha

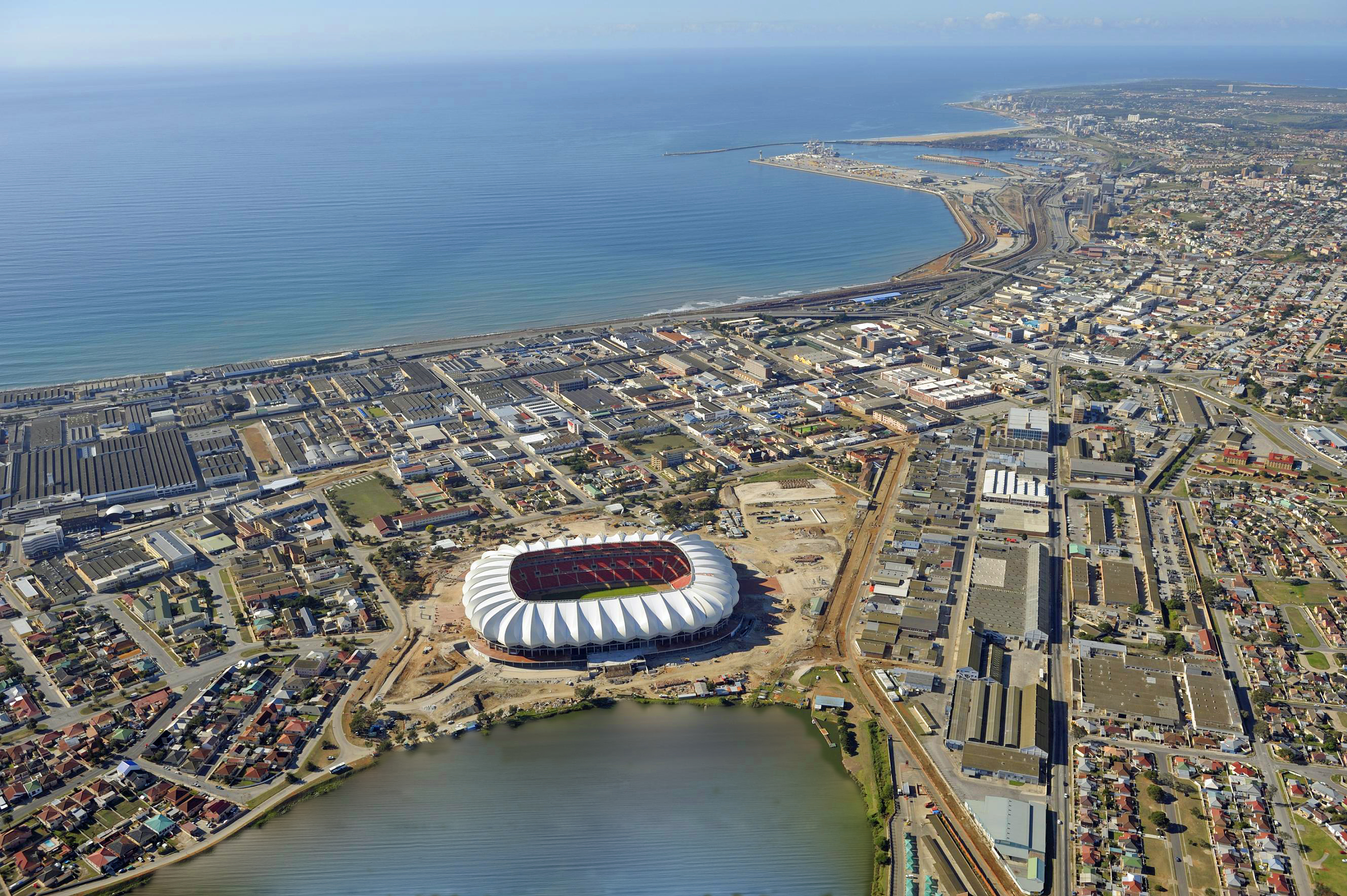
Flygfoto över staden från maj 2009.

Gqeberha (officiellt, sedan 2021), tidigare Port Elizabeth, är en stad i Sydafrika. Den är belägen i Östra Kapprovinsen, vid Algoa Bay på kusten mot Indiska oceanen, 70 mil öster om Kapstaden. Storstadskommunen, Nelson Mandela Bay Metropolitan Municipality, inkluderar bland annat förorterna Bethelsdorp, iBhayi, KwaNobuhle, Motherwell och Uitenhage och har totalt cirka 1,2 miljoner invånare.
Gqeberha grundades år 1820, under namnet Port Elizabeth, och växte snabbt efter öppnandet av järnvägen till Kimberley 1873. Den är en partnerstad till Göteborgs kommun.
Sedan februari 2021 har staden officiellt namnet Gqeberha, ett namn på xhosa för floden Baakens River som flyter genom staden.

## Historia
I området som nu kallas Algoa Bay bosatte sig jägare och samlare, förfäder till sanfolket, för minst 100 000 år sedan. För drygt 2 000 år sedan började jordbrukare, förfäder till xhosafolket, flytta in norrifrån och assimilerade eller trängde undan de som tidigare bodde i området.
De första européer som besökte området var de portugisiska upptäckarna Bartolomeu Dias, som landsteg på St. Croix Island i Algoa Bay 1488, och Vasco da Gama som lade märke till den närliggande Bird Island 1497. Området kallades under århundraden bara för "landstigningsplats med färskvatten".
Ett av portugisernas främsta mål vid Indiska oceanen var att ta över den lukrativa handeln från arabiska och afroarabiska köpmän som använde handelsrutter mellan den östafrikanska kusten och Indien. Genom att ta över detta så skapade man en handelsrutt till sin koloni i Goa i Indien. Namnet Algoa betyder "Till Goa", precis som hamnen längre norrut, i nuvarande Moçambique, Delagoa, betyder "från Goa". Algoa var den hamn varifrån skepp avseglade till Goa under den säsong då vindarna var gynnsamma, medan Delagoa var den hamn i Afrika dit de återvände under den säsong som vindarna i den riktningen var gynnsamma.
Området var en del av Kapkolonin (som hade en turbulent historia), från att den grundades av Nederländska Ostindiska Kompaniet 1652 och till bildandet av Sydafrikanska unionen 1910.

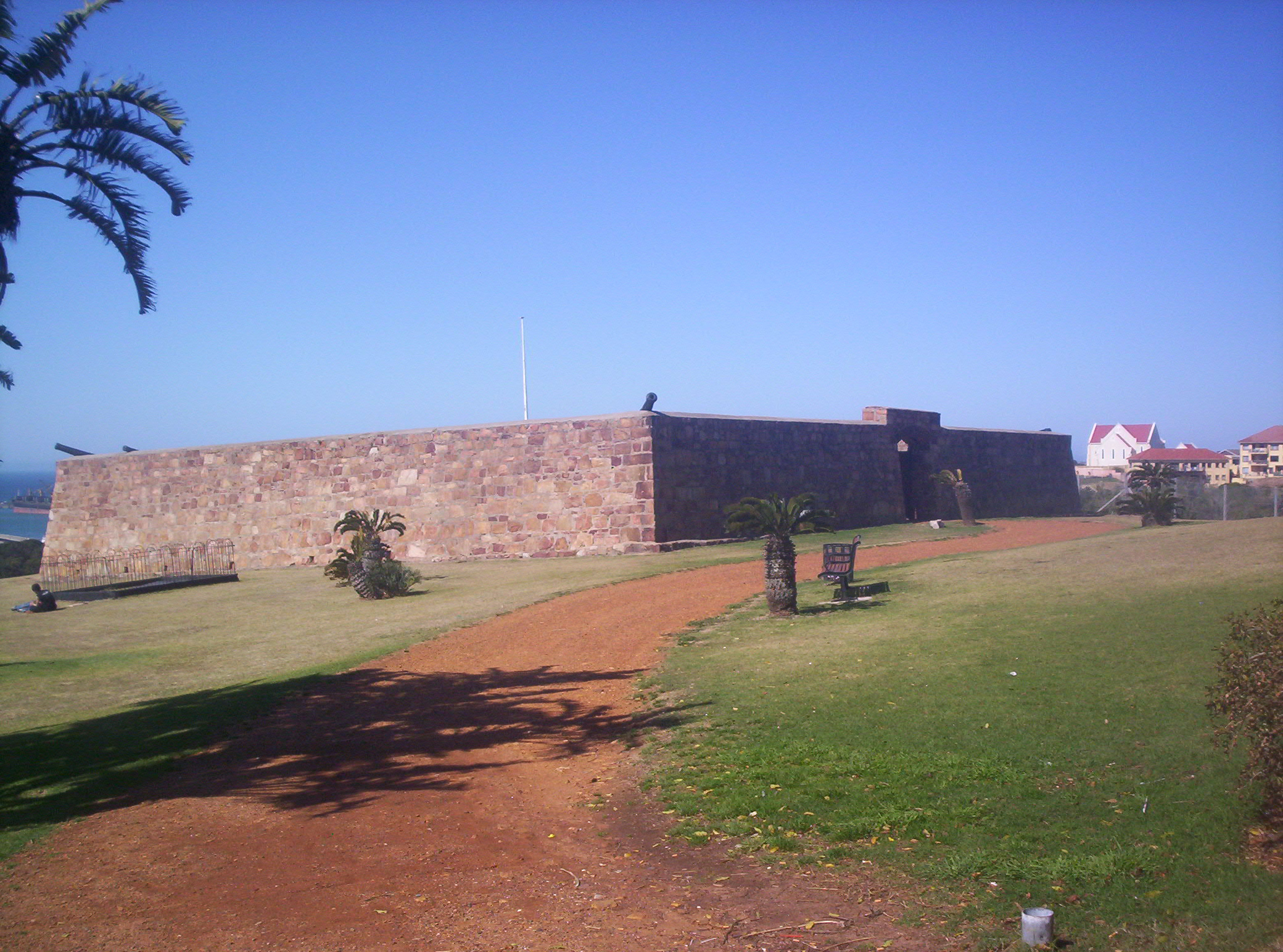
Fort Frederick.

År 1799, under den första brittiska ockupationen av kolonin under Napoleonkrigen, byggdes stenfortet Fort Frederick efter Hertigen av York. Fortet som byggdes som skydd mot franska trupper, ligger vid det som senare skulle bli Port Elizabeth och är nu ett monument.
Staden Uitenhage grundades 1804 vid flodern Swartkops, en bit inåt land från flodmynningen i Algoa Bay. Uitenhage var en del av Graaff-Reinetdistriktet vid denna tid. Staden Uitenhage inkorporerades i det nya Nelson Mandela Metropolitan Municipality tillsammans med Port Elizabeth och staden Despatch 2001.
Mellan 1814 och 1821 var gården Strandfontein, som senare blev förorten Summerstrand Beach i Port Elizabeth, i Piet Retiefs ägo. Han blev senare voortrekkerledare och dödades 1837 av zulukungen Dingane under förhandlingar om landområden. Omkring 500 män, kvinnor och barn i sällskapet massakrerades. Strandfontein togs över av Frederik Korsten, som givit namn åt en annan förort i Port Elizabeth.
År 1820 landsteg 4 000 brittiska bosättare, som uppmuntrats av Kapkolonins styre att flytta dit, då en bosättning skulle stärka gränsområdet mellan Kapkolonin och xhosafolket. En hamnstad grundades av Sir Rufane Shaw Donkin, tillförordnad guvernör i Kapkolonin, som namngav den efter sin avlidna hustru Elizabeth.
2010 var staden plats för ett antal matcher under Sydafrikas arrangemang av fotbolls-VM.
Sedan februari 2021 har staden officiellt namnet Gqeberha. Namnet är taget från det lokala xhosa och är även namnet för floden Baakens River som flyter genom staden.

## Näringsliv
Gqeberha är en viktig hamnstad med export av ull, järnmalm och mangan, och har en stor och mångsidig industri, bland annat motorindustri. En annan viktig näring är turism; staden är känd för sina långa sandstränder och för nationalparken Addo Elephant National Park. Staden har ett universitet, grundat 1964.